# Euprosthenops proximus maximus
Euprosthenops proximus maximus is een spinnenondersoort in de taxonomische indeling van de kraamwebspinnen (Pisauridae).
Het dier behoort tot het geslacht Euprosthenops. De wetenschappelijke naam van de soort werd voor het eerst geldig gepubliceerd in 1976 door Blandin.